# Nya världsordningen

Frånsidan av USA:s stora sigill. Novus Ordo Seclorum betyder, "A new order of the Ages", tolkas ofta till "New World Order" vilket dock skulle skrivas "Novus Ordo Mundi".

Nya världsordningen (engelska: New World Order, förkortat NWO) är ett begrepp med olika betydelser. Dels används begreppet av politiker för att beskriva ett framtida samhälle, dels används det i vissa konspirationsteorier för idén att ett hemligt sällskap planerar global dominans genom en världsregering. Denna regering skulle göra sig av med dagens stater och skapa en världsdiktatur. Konspirationsteorierna har ofta en antisemitisk underton då judar, bland andra bankfamiljen Rothschild, anklagas för att vara de främsta konspiratörerna.

## Termen
När politiker och andra makthavare talar om en "ny världsordning" kan det enklast tolkas som att de talar om en faktisk förändring i världspolitiken, exempelvis kalla krigets slut eller om möjligheten eller behovet av en större förändring i världen. Termen dyker då och då upp i den politiska retoriken. Konspirationsteoretiker tolkar dock inte användandet av begreppet som en beskrivning av eller förhoppning om världspolitiken utan ser snarare termen som ett hemligt politiskt projekt att ta över världen. 
Termen "New World Order" (NWO) användes av George H.W. Bush i ett tal inför amerikanska kongressen 11 september 1991.
Gary Hart, medlem av Council on Foreign Relations (CFR), refererade till detta tal den 12 september 2001, då han sade att attentaten den 11 september 2001 kunde användas för att införa "den nya världsordningen".
George H. W. Bush använde även termen då han förklarade krig mot Irak 1991: I ett annat klipp framhåller han att Ronald Reagan gjorde mycket positivt för den "nya världsordningen".
Termen har använts av många andra, exempelvis av Storbritanniens tidigare premiärminister Gordon Brown.
En del tror att den nya världsordningen inleddes på 1900-talet med Cecil Rhodes, som öppet förespråkade en federation mellan det Brittiska riket och USA i en federal världsregering (med engelska som det officiella språket). Idén skulle leda till världsfred. Lionel Curtis trodde också på denna idé och han skapade gruppen Rhodes-Milner Table Groups år 1909, som i sin tur skapade den brittiskt-baserade gruppen Royal Institute for International Affairs 1919 och det amerikanska Council on Foreign Relations 1920. Konceptet utvecklades med Edward Mandell House, som stod nära president Woodrow Wilson, under skapandet av Nationernas förbund efter första världskriget. Författaren H. G. Wells, som skrev många politiska essäer och influerade internationell politik, förespråkade också en världsstat men skrev i sin bok "The New World Order" att "Countless people will hate the new world order and will die protesting against it."

## Symboler
Enligt konspirationsteorierna och dess anhängare finns det många olika märken och symboler som bekräftar teorin. Ett exempel är pyramiden med det allseende ögat på den amerikanska endollarsedeln, som sägs vara Illuminatis symbol. Det allseende ögat dyker upp i många sammanhang; i logon för bl.a. den amerikanska institutionen "Information Awareness Office", den brittiska underrättelsetjänsten MI6, internetföretaget America Online, mobiltelefonjätten Vodafone, medieföretaget CBS, med flera.

### Vem står bakom konspirationen?
Den nya världsordningen sägs styras av rika kapitalister, plutokrater och internationella bankirer, så som David Rockefeller, skaparen av Trilateral Commission. Han säger i sin biografi: "Some even believe we are part of a secret cabal working against the best interests of the United States, characterizing my family and me as 'internationalists' and of conspiring with others around the world to build a more integrated global political and economic structure - one world, if you will. If that is the charge, I stand guilty, and I am proud of it."
- Nynazistiska grupper tror att det är judarna som vill ta över världen. De tror att det är en sionistisk konspiration för att främja Israel och det judiska folket. Se även ZOG-teorin.

- Den amerikanske politiska aktivisten Lyndon LaRouche hävdar att det är det brittiska imperiet som planerar världsdominans. Deras plan är att göra USA till en fasciststat som senare ska invadera andra länder och integrera dem i sitt imperium.

- Vissa kristna anser att världskonspirationen är en del av det som senare ska leda till domedagen. Satan ska styra Antikrist från Vatikanen, som tolkas från Uppenbarelseboken som den Babylonska skökan som bedriver otukt med kungar (kungar ska läsas som makthavare), och som senare ska införa en världsreligion och en världspolis.

- Naturorienterade människor anser att konspirationen går ut på att "robotisera" mänskligheten, det vill säga skapa det "perfekta" konsumtionssamhället där människans enda syfte är att konsumera utan att märka naturen och omgivningen.

## Bahá'í och den nya världsordningen
Internationella Bahá'í-samfundet framlade ett uttalande, i förbindelse med granskningen av Förenta Nationernas stadga år 1955, som formulerats nästan ett århundrade tidigare av Bahá'u'lláh (1817-1892). Här går det fram att en global stat behöver utvecklas, det ska inbegripa ett internationellt verkställande organ med högsta auktoritet, ett världsparlament ska väljas av världens regeringar och en högsta domstol vars domslut vill bli bindande. 
Bahá'u'lláh uttalar att "världens jämvikt har rubbats genom det vibrerande inflytande av denna största, denna nya världsordning. Mänsklighetens livsordning har omstörtats genom kraften i detta enastående, detta underbara system - vars like mänskliga ögon aldrig har skådat."

## Hur den nya världsordningen blir till verklighet
Det finns några alternativa konspirationsteorier för hur den nya världsordningen blir till:[källa behövs]
- I framtiden kommer USA:s demokrati att störtas genom en militärkupp, med trolig inblandning av FN och amerikanska soldater. Denna "koalition" ska i sin tur invadera de resterande länderna. Före millennieskiftet trodde man[vem?] att datorbuggen Y2K skulle sätta igång formationen.

- En annan teori är att världsregeringen kommer i form av FN, amerikansk imperialism, Europeiska unionen, Afrikanska unionen och så vidare.

- Enligt vissa kommer den efter ett tredje världskrig, för att förhindra ytterligare krig.

- Ytterligare en teori är att USA blir övertaget av FN, som egentligen styrs av internationella grupper (referens till Faktion Ett). Efter att trupperna tagit över landet kommer olika koncentrationsläger att skapas där "patrioter" och andra demonstranter placeras och hjärntvättas.

## Andra teorier
Det finns också andra teorier om vem eller vilka som ligger bakom konspirationen, till exempel utomjordingar.
Konspirationsteorin hittas inom både vänster- och högerpolitiken. Vissa anser sig vara i centrum, och anser att både höger och vänster kontrolleras av makteliten för att dela upp människor så att de ska strida med varandra i stället för mot makten.

## Den nya världsordningen i populärkulturen

### Böcker
- William Cooper's Behold A Pale Horse (1989)
- Dan Brown's bok Änglar och Demoner (2000)
- Robert Anton Wilson's och Robert Sheas' The Illuminatus!-trilogin (1975), en framtidsskildring.
- George Orwell's 1984 (1949)
- Aldous Huxley's Du sköna nya värld (1932)
- Robert Hugh Benson's novell Lord of the World (1907)
- Fritz Springmeier's Bloodlines of The Illuminati
- Shoghi Effendi World Order of Bahá'u'lláh, The (1938)

### Film
Dokumentär
- Loose Change 2nd Edition (2006) producent: Dylan Avery
- The Obama Deception (2009) producent: Alex Jones
- TerrorStorm: A History of Government-Sponsored Terrorism (2006) producent: Alex Jones[10]
- Matrix of Evil (2006) producent: Alex Jones[11]
- Zeitgeist, the movie (2007)
- Money as Debt (2006) av: Paul Grignon[12]
- The Capitalist Conspiracy: An Inside View of International Banking, av G.Edward[13]

Fiktion
- Colossus: The Forbin Project (1970)
- Conspiracy Theory (1997) med Mel Gibson och Julia Roberts.
- Equilibrium (Cubic i Europa) (2002) med Christian Bale.
- Bulletproof Monk (2003)
- V for Vendetta med Natalie Portman, Hugo Weaving och John Hurt.
- Cube (1997)
- Soylent Green (1973) med Charlton Heston.
- V - Miniserien (1983)

### TV-serier
- Organisationen "Trust" i Stargate SG-1 och Stargate Atlantis.
- Syndikatet i Arkiv X.
- Five Elder Stars i One Piece.
- Brain Trust i GetBackers.
- Soldats i anime-serien Noir.
- Knights i Serial Experiments Lain.

### Dator- och konsolspel
- Illuminati och Majestic-12 i Deus Ex och Deus Ex: Invisible War.
- Ganados i Resident Evil 4.
- Sapientes Gladio i Shadow Hearts 2.
- The Patriots från spelserien Metal Gear Solid.
- Tempelriddarna i Assassin's Creed.
- The Neo Templars från spelserien Broken Sword.
- The Global Dominion från MMORPGt Face of Mankind.
- G-Man från spelserien Half-Life. [källa behövs]

### Musik
- "new world order" 1992 - Ministry
- Refrängen i Toxicity av System of a Down.[källa behövs]
- Gamma Ray *No World Order (2001)
- End of days - Vinnie Paz
- Bilderberg - The Kristet Utseende